# Syd Mead
Sydney Jay Mead, más conocido como Syd Mead (St. Paul, Minnesota, 18 de julio de 1933-Pasadena, California, 30 de diciembre de 2019), fue un diseñador industrial estadounidense, reconocido por los diseños de vehículos y edificios para las películas de ciencia ficción Blade Runner, Aliens, Tron y Star Trek: The Motion Picture.

## Biografía
Se graduó de la escuela secundaria en Colorado Springs, (Colorado) en 1951. Después de cumplir un alistamiento de tres años en el ejército de los Estados Unidos, asistió a la Art Center School en Los Ángeles (renombrada como Art Center College of Design, Pasadena), donde se graduó en junio de 1959.
Fue reclutado por el estudio Advanced Styling Studio de la Ford Motor Company por Elwood Engel. Mead dejó Ford después de dos años para ilustrar libros y catálogos para empresas como United States Steel, Celanese, Allis-Chalmers y Atlas Cement. En 1970, lanzó Syd Mead, Inc. en Detroit, con clientes como Philips Electronics.
Falleció el 30 de diciembre de 2019 en Pasadena (California) a los ochenta y seis años tras padecer un linfoma durante tres años.

## Carrera
- 1959: trabajó para la Ford Motor Company en Dearborn, Míchigan
- 1970: inició su propia compañía: Syd Mead, Inc.
- 1976: publicó el libro de diseños Sentinel.
- 1978: película Star Trek: The Motion Picture (diseño de V'ger)
- 1980: películas Blade Runner (diseño de la ciudad, máquina Voight-Kampff y vehículos como el Spinner) y Tron (moto de luz, tanque, nave solar y cargueros).
- 1983: película 2010: The Year We Make Contact (diseño de la nave Leonov).
- 1985: película Aliens (diseño de la nave Sulaco) y Cortocircuito (diseño del robot "Johnny 5"). También publicó su libro Oblagon.
- 1987:  Yamato 2520 (diseñó de las naves, cazas de combate y ropas para la serie de animación japonesa)
- 1991: publicó el libro de diseños Kronolog (compilación de Kronovecta, Kronoteco, y Kronovid).
- 1991: videojuego Syd Mead's Terraforming (diseño de fondos y naves)
- 1993: videojuego CyberRace (diseño de vehículos)
- 1994: películas Timecop (diseño de pistolas y máquina del tiempo) y Días extraños (base "sim-stim" y headgear "trodes")
- 1997: videojuego Wing Commander: Prophecy (diseños conceptuales)
- 1998: serie de animación Turn A Gundam (diseños de robots)
- 2000: película Misión a Marte (diseño de vehículo)
- 2001: publica Sentury
- 2005: película Misión imposible 3 (diseño de la máquina de máscaras)
- 2016: película Blade Runner 2049 (parte del diseño de la ciudad de Las Vegas)